# Форт-Райлі (Канзас)
Форт-Райлі (англ. Fort Riley) — переписна місцевість (CDP) в США, в округах Райлі і Гірі штату Канзас. Населення — 9230 осіб (2020).

## Географія
Форт-Райлі розташований за координатами 39°6′36″ пн. ш. 96°48′34″ зх. д. / 39.11000° пн. ш. 96.80944° зх. д. (39.109992, -96.809559).  За даними Бюро перепису населення США в 2010 році переписна місцевість мала площу 13,07 км², з яких 13,04 км² — суходіл та 0,02 км² — водойми.

## Демографія
Згідно з переписом 2010 року, у переписній місцевості мешкала 7761 особа в 1345 домогосподарствах у складі 1265 родин. Густота населення становила 594 особи/км².  Було 1575 помешкань (121/км²).
Расовий склад населення:
| - 72,6 % — білих - 15,9 % — чорних або афроамериканців - 2,4 % — азіатів - 1,1 % — корінних американців - 0,6 % — вихідців з тихоокеанських островів - 2,9 % — осіб інших рас |

До двох чи більше рас належало 4,5 %. Частка іспаномовних становила 12,3 % від усіх жителів.
За віковим діапазоном населення розподілялося таким чином: 32,1 % — особи молодші 18 років, 67,8 % — особи у віці 18—64 років, 0,1 % — особи у віці 65 років та старші. Медіана віку мешканця становила 22,1 року. На 100 осіб жіночої статі у переписній місцевості припадало 178,6 чоловіків;  на 100 жінок у віці від 18 років та старших — 234,6 чоловіків також старших 18 років.
Середній дохід на одне домашнє господарство  становив 41 641 долар США (медіана — 34 993), а середній дохід на одну сім'ю — 42 155 доларів (медіана — 35 445). 
Цивільне працевлаштоване населення становило 585 осіб. Основні галузі зайнятості: публічна адміністрація — 27,2 %, мистецтво, розваги та відпочинок — 22,4 %, науковці, спеціалісти, менеджери — 19,7 %.